# Gerardus Heymans
Gerardus Heymans (17 avril 1857, Ferwert  – 18 février 1930, Groningue) est un philosophe et psychologue néerlandais, défenseur du monisme transcendantal de Gustav Fechner. Il enseigna à l’université de Groningue de 1890 à 1927. Sa pensée est influencée par celle du  philosophe russe African Spir,.

## Carrière académique
Heymans a étudié le droit et la philosophie à l’Université de Leyde sous la direction de Jan Pieter Land, Simon Vissering et Joannes Buys. Il est reçu licencié en droit civil le 23 octobre 1879 puis soutient le 29 juin 1880 une thèse d’économie politique intitulée « Caractère et méthode statistique » (Karakter en methode der staathuishoudkunde). Il poursuit ses études de philosophie en Allemagne et soutient un mémoire de maîtrise consacré à la morale.
En 1900, il est élu membre de l’Académie royale néerlandaise des arts et des sciences, dont il démissionnera en 1919.

## Postérité
Les idées de Heymans sur la définition statistique de la caractérologie ont été introduites en France par René Le Senne, notamment son « Traité de Caractérologie » (PUF, 1945), puis par Gaston Berger ; et en Belgique, par le P. Troisfontaines. L'Association Heymans (Heymans-Genootschap), se propose depuis 1944 de poursuivre l’œuvre du philosophe de Groningue.
La pensée de Heymans sur le monisme a été critiquée par l'un de ses étudiants, Johannes Jacobus Poortman, qui formula en réponse le concept de pluralisme hylique.

## La typologie des caractères humains selon Heymans

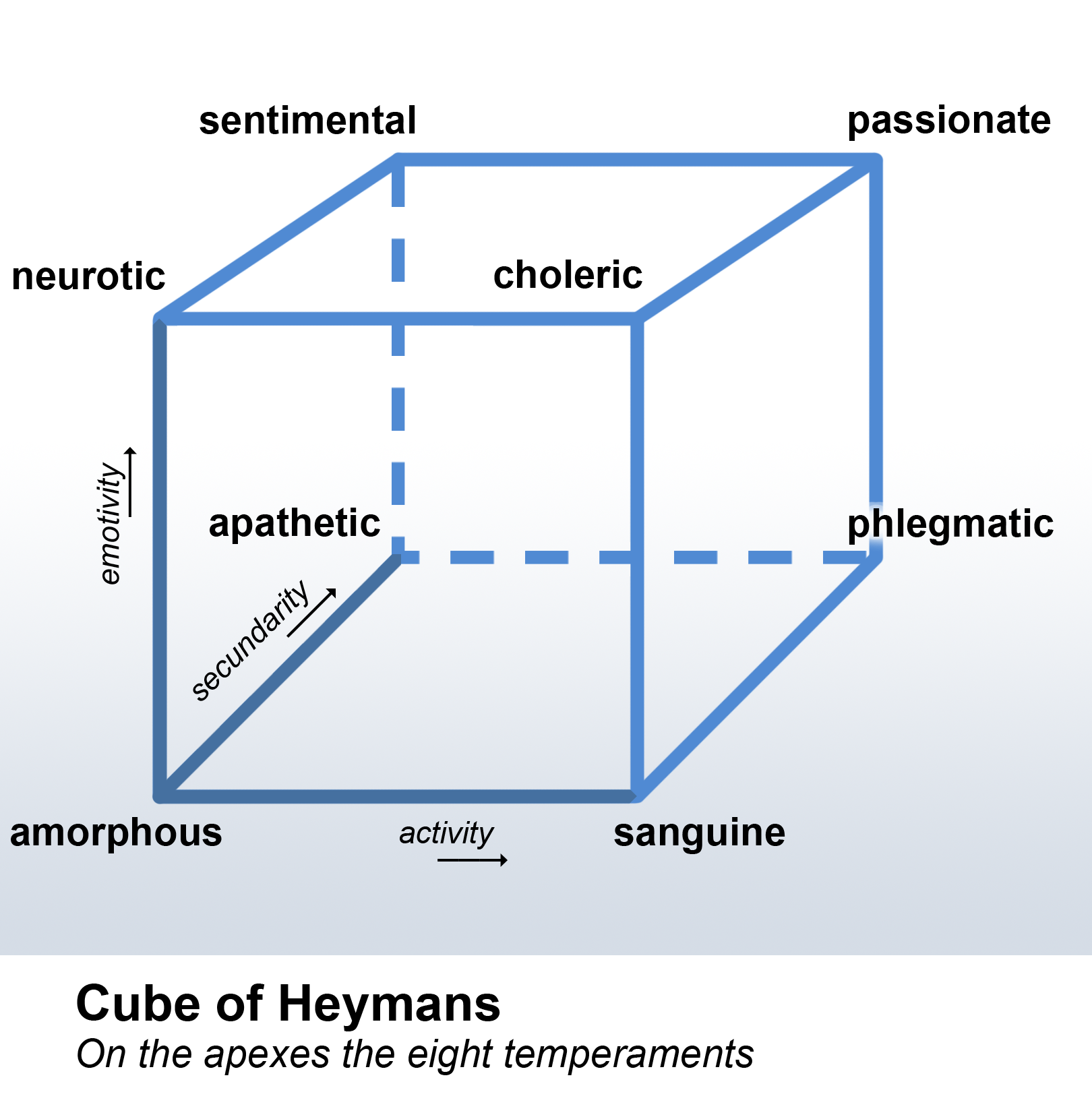
Le « cube d’Heymans » est une représentation figurée de sa classification des caractères.

Inspiré par les travaux d’Ernst Kretschmer et de Jung, Heymans s'est efforcé d’élaborer une classification systématique des caractères (ou tempéraments). Aidé par un psychiatre, Enno D. Wiersma (1858-1940), il a réalisé de 1905 à 1918 une enquête sur l’hérédité des traits de caractère : Heymans soumit un questionnaire aux médecins et professeurs de l’enseignement secondaire des Pays-Bas sur les élèves et leurs parents. L'examen des réponses suggère à Heymans l’existence de deux composantes fondamentales du caractère : l’émotivité et l’activité ; il suggère également que ces dispositions peuvent être dites primaires, c'est-à-dire spontanées, naturelles et plus ou moins fluctuantes ; ou bien secondaires, c'est-à-dire provoquant un retentissement plus profond et plus durable, mais aussi plus de cohérence et d'intégration au comportement. Il résume ces observations suivant trois axes: 
- activité (axe des abscisses), notée A : énergie et importance de la réaction physique à un stimulus
- émotivité (axe des ordonnées), notée E : intensité et fréquence de la réaction émotionnelle à un affect ou stimulus
- « secondarité », notée S : persistance, ou intensité à long terme des affects

Ce graphe cubique suggère une combinatoire de huit tempéraments, repérés par les sommets (les dénominations sont inspirées de celles déjà employées précédemment par les médecins grecs Galien et Hippocrate):
- passionné : E+ A+ S+
- phlegmatique : E- A+ S+
- colérique : E+ A+ S-
- sanguin : E- A+ S-
- sentimental : E+ A- S+
- apathique : E- A- S+
- nerveux : E+ A- S-
- amorphe : E- A- S-

Cette classification, longtemps utilisée dans les pays néerlandophones (Afrique du Sud, Indonésie, etc.) a connu diverses adaptations (indicateurs de Myer-Briggs) depuis.

## Œuvres
Heymans est l'auteur d'une vingtaine de monographies (dont certaines n'ont paru qu'après sa mort), et d'une centaine d'articles.
- Quantitative Untersuchungen über die Zoellnersche und die Loebsche Taüschung (Études quantitatives sur les illusions de Zœllner et de Lœb, 1897) , Z. für Psychologie und Physiologie der Sinn, vol. XIV, pp.130-139
- Einführung in die Metaphysik (« Introduction à la métaphysique », 1905). Leipzig, Barth.
- De toekomstige eeuw der psychologie (« L'avenir de la psychologie », 1909). Conférence prononcée devant le rectorat de l'université royale de Groningue le 20 septembre 1909. Groningue, éd. Wolters.
- G. Heymans (trad. R. Le Senne), La Psychologie des femmes [« Psychologie der vrouwen »], 1911 (réimpr. 1925 Ch. Hérissey pour l'édition française), 323 p.
- De oorlog en de vredesbeweging (« La guerre et le mouvement pacifiste », 1914). Groningue.
- Einführung in die Ethik auf Grundlage der Erfahrung (« Introduction à l'éthique sur la base de l'expérience individuelle », 1914). Leipzig, éd. Barth.
- Die Gesetze und Elemente des wissenschaftlichen Denkens, Ein Lehrbuch der Erkenntnistheorie in Grundzügen. (1915). Leipzig, éd. Barth (3e éd.).
- Het psychisch monisme (1915). Baarn, Hollandia Uitgeverij.
- G. Heymans & T.J.C. Gerritsen, La philosophie de Heymans (1938, pothume), éd. F. Alcan, Paris.